# 잠무 카슈미르 왕국
잠무 카슈미르 왕국(Jammu and Kashmir)은 카슈미르에 있던 인도 번왕국이다.
인도와 파키스탄사이에 위치하고 있어서 번왕은 인도와 파키스탄 어디에 끼지 않으려고 했지만 국경지대에서 파키스탄이 지원하는 봉기가 일어나자 인도에 가입하고, 군사 지원을 요구했다.
파키스탄은 이에 카슈미르의 일부를 정식으로 점령하여 영토 분쟁이 지속되고 있다.
1952년에 번왕국이 폐지되고 잠무 카슈미르주가 만들어졌다.

## 같이 보기
- 도그라 왕조